# Iyo (Ehime)
Iyo è una città giapponese della prefettura di Ehime.